# نرخ واقعی بهره

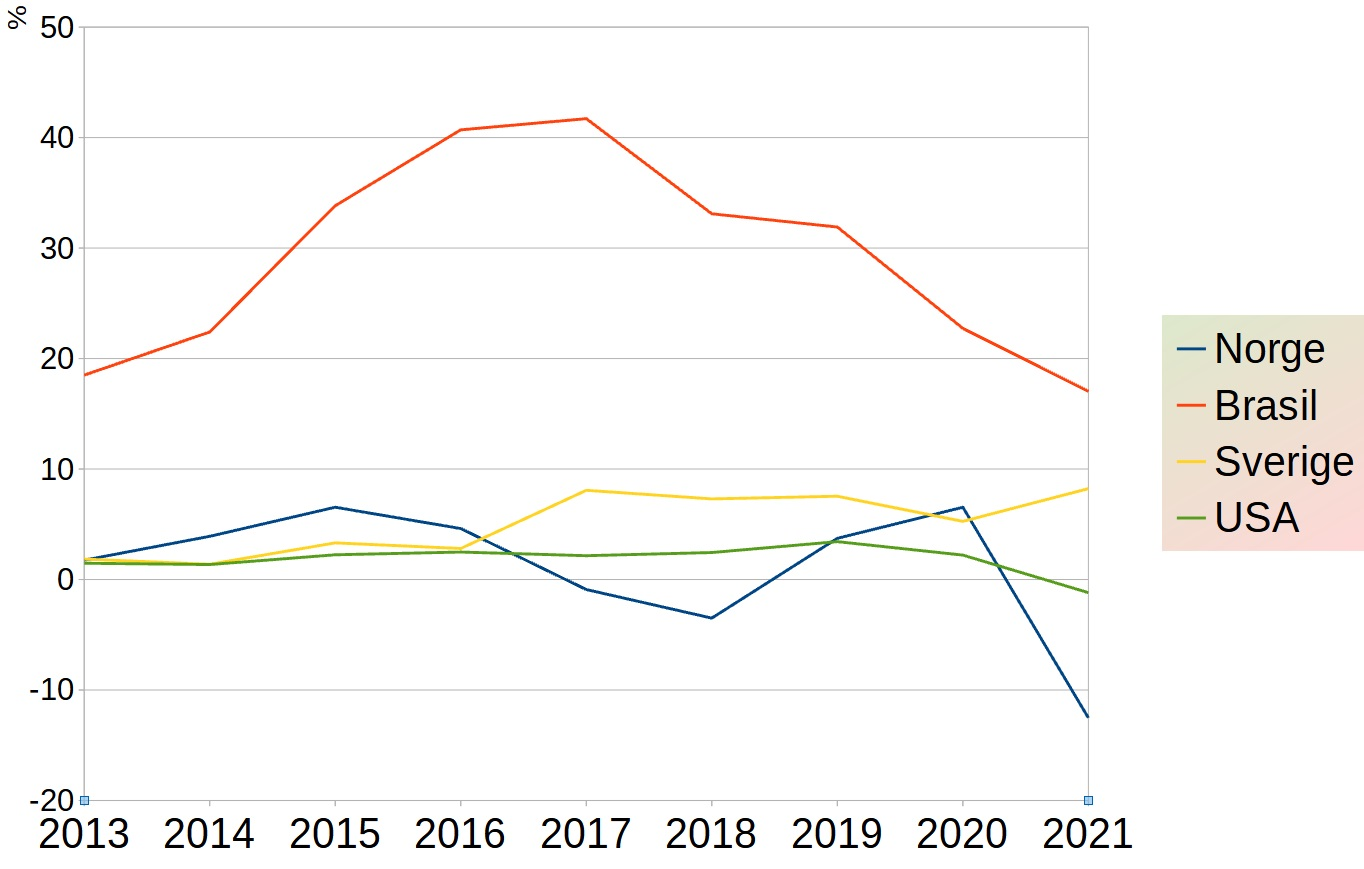
نمونه نرخ واقعی بهره

نرخ واقعی بهره (انگلیسی: Real interest rate) یا نرخ بهره واقعی، به میزانی از نرخ بهره اشاره دارد، که سرمایه‌گذار یا وام دهنده پس از کسر میزان تورم دریافت می‌کند یا انتظار می‌رود دریافت نماید. نرخ واقعی بهره را می‌توان به‌طور رسمی با معادله فیشر شرح داد،